# Pèsol silvestre
El pèsol silvestre o pèsol bord (Lathyrus latifolius) és una espècie de planta amb flors del gènere Lathyrus dins la família de les fabàcies (Fabaceae). És nativa d'Europa i del nord-oest d'Àfrica i introduïda a d'altres continents. Autòctona als Països Catalans, a les Balears només es troba a la Serra de Tramuntana de Mallorca. Es fa servir en jardineria tot i que no fa tanta olor com el pèsol d'olor Lathyrus odoratus, de vegades és considerada una mala herba.
Addicionalment pot rebre els noms de fesol del Toro, fesols bords, guixes bordes, llapissots, pesolera borda, pesolera de camp i veçots.

## Descripció
Herba enfiladissa robusta glabrescent d'1 a 3 m de llarg. La tija i els pecíols tenen ales el circell està ramificat. Les flors es presenten en raïms de 3 a 15 flors de color rosa les flors fan de 15 a 30 mm. Floreixen de maig a setembre. El fruit és un llegum de 5 a 11 x 0,6 a 1 cm de llarg amb de 10 a 15 llavors. Habita en boscos clars i bardisses, des de 0 a 1500 m d'altitud. Presenta dues varietats: var. latifolius amb folíols lanceolats o linears lanceolats d'1 a 5 cm d'amplada (present també a Mallorca) i var. ensifolius amb folíols de 0,3 a 1 cm d'amplada.